# فرانك باك (سياسي)
فرانك باك (بالإنجليزية: Frank Buck)‏ هو سياسي أمريكي، ولد في 26 سبتمبر 1943. انتخب عضو مجلس نواب تينيسي.